# Louis Giani
Louis Domenico Giani (* 18. August 1934 in New York City; † 19. Januar 2021) war ein US-amerikanischer Ringer.

## Biografie
Louis Giani begann seine Ringerkarriere während seiner High School Zeit. 1959 gewann er bei den Panamerikanischen Spielen in Chicago die Goldmedaille im Federgewicht. Es folgte eine Teilnahme an den Olympischen Sommerspielen 1960 in Rom. Im Federgewicht des Freistilringens wurde er Neunter.
Nach seiner aktiven Ringer-Laufbahn wurde Giani Trainer und konnte mit der Huntington High School einige Erfolge feiern. Er galt als der größte High School Trainer im Ringer des Bundesstaates New York und wurde von seinen Kollegen dreimal als New Yorker Trainer des Jahres gewählt und 2002 zudem von der National Wrestling Coaches Association ausgezeichnet. 2003 wurde er in die National Wrestling Hall of Fame aufgenommen.